# Galerie Smend
Die Galerie Smend ist eine Galerie für Textilkunst in Köln. Sie wurde 1973 von Rudolf G. Smend gegründet, der sie bis heute leitet.

## Geschichte
Die Galerie Smend ist spezialisiert auf Textilkunst und stellt internationale Textilkünstler aus. Nachdem der gelernte Diplomkaufmann Rudolf Smend eine Reise durch Vorderasien, Afghanistan, Pakistan, Indien und Malaysia nach Indonesien 1972 unternahm, eröffnete er ein Jahr später in der Kölner Südstadt (Mainzer Straße) eine Batik-Galerie. Während seiner Reise belegte er selbst Kurse bei Batik-Künstlern, besuchte die kleinen Handwerksbetriebe und studierte die unterschiedlichen Techniken und sammelte kostbare Stoffe aller Art. Mit vielen dieser handgearbeiteten Textilien und Kunstwerke im Gepäck kam er zurück nach Köln. 1973, im selben Jahr seiner Eröffnung, stellte er auf dem „1. Internationalen Kunstmarkt“, der heutigen Art Cologne, seine Batik-Stoffe aus.

## Ausstellungen
Den großen Durchbruch brachte im Jahr 2000 die große Ausstellung „Batiken von Fürstenhöfen und Sultanspalästen aus Java und Sumatra“ die im alten Rautenstrauch-Joest-Museum stattfand und von der Galerie Smend zusammengestellt wurde. Insgesamt hat die Galerie mehr als 250 Ausstellungen gezeigt und 15 Bücher und umfangreiche Kataloge veröffentlicht.
- 1973: 1. Internationaler Kunstmarkt Köln, heutige Art Cologne
- 1974: Art 5, Art Basel
- 1974: 2. Internationaler Kunstmarkt Köln
- 1996: 7. Koreanische Textilkunst Biennale
- 2000: Rautenstrauch-Joest-Museum Köln, Batiksammlung von Smend „Batiken von Fürstenhöfen und Sultanspalästen aus Java und Sumatra“
- 2005: American Textile History Museum, Lowell USA
- 2005: 1. Textile ART, Berlin
- 2008: Mehrere Ausstellungen
  1. Arts of Pacific Asia Show in San Francisco
  2. Textile and Tribal Arts Show in San Francisco
  3. Textile and Tribal Arts Show in New York
  4. Textile ART Berlin (MB)
  5. Ausstellung: Monika Speyer, Peter Algier, Kobayashi Shoukoh
  6. Batik-Ausstellung : Fritz Donart, Jonathan Evans, Beth Mc Coy, Rosi Robinson
  7. Ausstellung: Irina Kolesnikova
  8. Ausstellung: Arimatsu Shibori - Murase
- 2009: Arts of Pacific Asia Show, San Francisco
- 2009: Textile and Tribal Arts Show, San Francisco
- 2010: Arts of Pacific Asia Show in San Francisco
- 2010: Textile and Tribal Arts Show in San Francisco

Seit 1973 ständig wechselnde Ausstellung nationaler und internationaler Textil-Künstler.

## Publikationen
- Batik – Europäische Künstler in Südost-Asien, 1977
- Batikhandbuch. 136 Batikkünstler stellen sich vor, 1980
- Seidenmalerei Handbuch, 1983
- Internationale Batik Ausstellung Katalog, 1984, Köln
- Malerei auf Seide – Handbuch II, 1985
- Seide, Farbe, Seidenmalerei – Handbuch III, 1987
- Seidenmalerei in Vollendung (Hrsg.) 1988
- Seidenmalerei Handbuch IV 1989
- VI. Biennale der Textilkunst 1990–1991, ISBN 978-3-926779-13-7
- Seidenmalerei Handbuch V, 1993
- 25 Jahre Textile Kunst – Galerie Smend 1973–1998, Handbuch VI, ISBN 978-3-926779-73-1
- Batiken von Fürstenhöfen und Sultanspalästen aus Java 2000. Sammlung Rudolf G. Smend, ISBN 978-3-926779-58-8
- Peter Wenger Batik – Retrospektive 2006. Katalog zur Ausstellung
- BATIK 75 selected masterpieces The Rudolf G. Smend Collection 2006, ISBN 978-0-8048-3895-5
- Out of Ireland – 50 Years of Batik by Peter Wenger. 2007, Gallery 1, Thomastown, Irland